# Associazione Sportiva Magenta 1948-1949
Questa voce raccoglie le informazioni riguardanti l'Associazione Sportiva Magenta nelle competizioni ufficiali della stagione 1948-1949.

## Rosa
| N. |                   | Ruolo | Calciatore       |
| -- | ----------------- | ----- | ---------------- |
|    | Italia (bandiera) | D     | Carlo Agosti     |
|    | Italia (bandiera) | A     | L. Agosti        |
|    | Italia (bandiera) | C     | Luigi Barbesta   |
|    | Italia (bandiera) | A     | Gaetano Baroni   |
|    | Italia (bandiera) | A     | Ennio Bianchi    |
|    | Italia (bandiera) | P     | Carlo Brasca     |
|    | Italia (bandiera) | C     | Virginio Busconi |
|    | Italia (bandiera) | D     | M. Ceriotti      |

| N. |                   | Ruolo | Calciatore         |
| -- | ----------------- | ----- | ------------------ |
|    | Italia (bandiera) | C     | L. Cozzi           |
|    | Italia (bandiera) | A     | Luigi Masperi      |
|    | Italia (bandiera) | A     | F. Moroni          |
|    | Italia (bandiera) | P     | F. Passerini       |
|    | Italia (bandiera) | A     | Mariano Petitti    |
|    | Italia (bandiera) | A     | Vittorino Solbiati |
|    | Italia (bandiera) | D     | Pierino Uglietti   |
|    | Italia (bandiera) | C     | M. Villa           |